# ويليس ووكر
ويليس ووكر (بالإنجليزية: Willis Walker)‏ (24 نوفمبر 1892 في المملكة المتحدة - 3 ديسمبر 1991 في المملكة المتحدة) هو لاعب كركيت ولاعب كرة قدم بريطاني (وحمل سابقاً جنسية المملكة المتحدة لبريطانيا العظمى وأيرلندا) في مركز حراسة المرمى. لعب مع ستوكبورت كونتي وشيفيلد يونايتد وليدز يونايتد ونادي دونكاستر روفرز ونادي غيتزهد ونادي برادفورد بارك أفنيو.

## وصلات خارجية
- ويليس ووكر على موقع إي آس بي آن كريك إنفو (الإنجليزية)